# Cynanchum dombeyanum
Cynanchum dombeyanum là một loài thực vật có hoa trong họ La bố ma. Loài này được (Decne.) Morillo mô tả khoa học đầu tiên năm 1992.